# Hedingen
Hedingen es una comuna suiza del cantón de Zúrich, situada en el distrito de Affoltern. Limita al noreste con la comuna de Bonstetten, al sureste con Stallikon, al sur con Affoltern am Albis, y al oeste con Arni (AG) e Islisberg (AG).

## Transportes
Ferrocarril
Cuenta con una estación ferroviaria en la que efectúan parada dos líneas de trenes de cercanías de la red S-Bahn Zúrich.